# Breves in sphaeram meditatiunculae

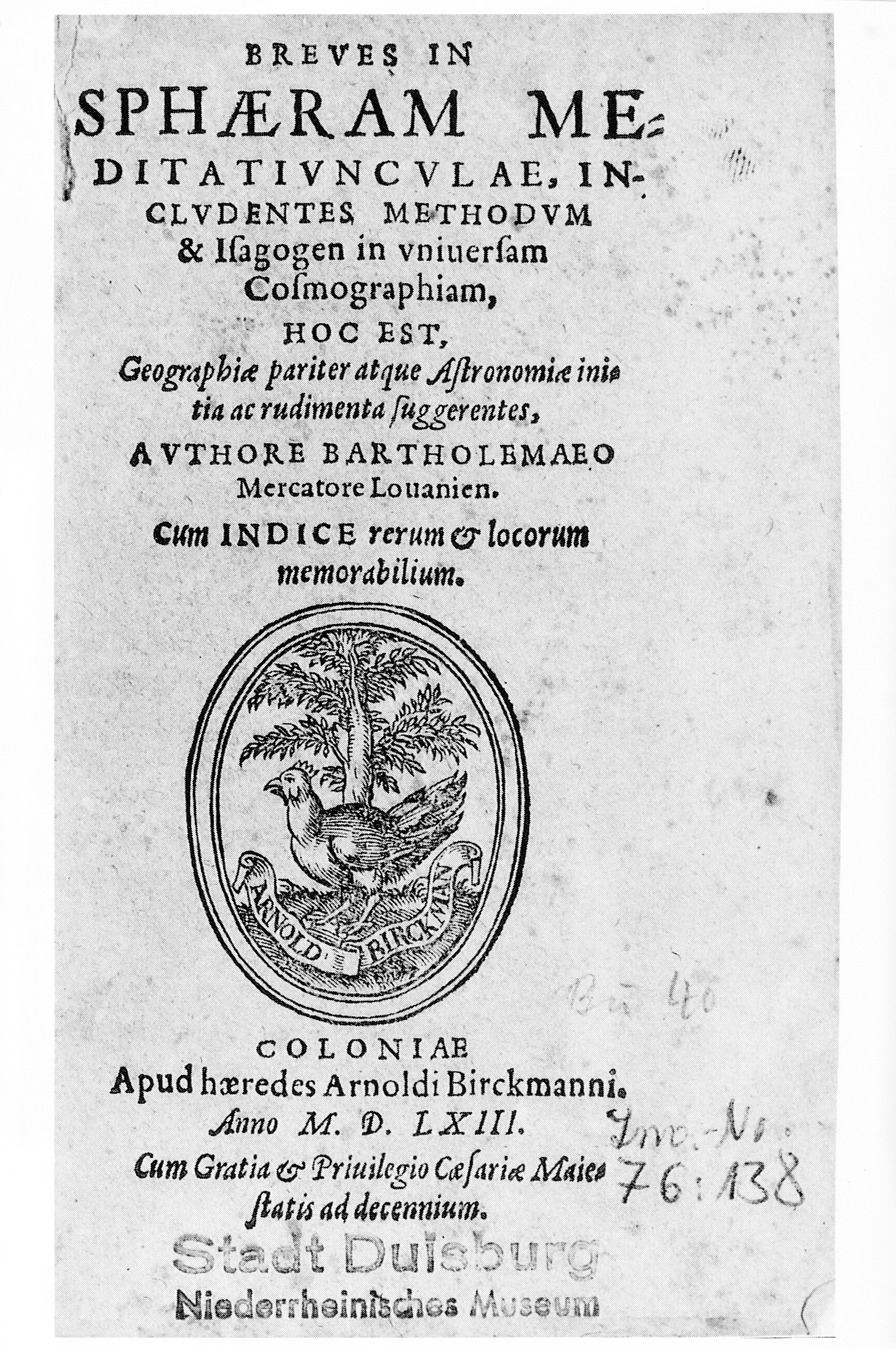
Titelblatt der Schrift aus der Sammlung des Kultur- und Stadthistorischen Museum Duisburg

Bei der Schrift Breves in sphaeram meditatiunculae handelt es sich um eine Vorlesungsausarbeitung des Bartholomäus Mercator aus dem Jahr 1563. Inhaltlich nahm er darin die Vorträge seines Vaters Gerhard Mercator auf, die dieser zwischen 1559 und 1562 am Duisburger Gymnasium gehalten hatte.

## Geschichte
Obwohl mit der Ankunft Gerhard Mercators in Duisburg 1552 die Gründung einer klevischen Landesuniversität diskutiert wurde, kam es zunächst nicht zu einem solchen Schritt. Ab 1559 rief Herzog Wilhelm stattdessen ein städtisches Gymnasium ins Leben. Gerhard Mercator wurde beim Aufbau dieser Schule immer wieder zu Rate gezogen und half bei der Ausarbeitung des Lehrplans mit. Daneben gingen auch einzelne Stellenbesetzungen auf den aus Flandern stammenden Gelehrten zurück.
Gerhard Mercator selbst lehrte ebenfalls in den höheren Klassen des Gymnasiums, die sich in den obersten Stufen dem Niveau einer Universität annäherten. Nachweisbar ist er am Gymnasium vom Wintersemester 1559 bis in das Sommersemester 1562. Aufgrund von anderen Verpflichtungen, wahrscheinlich begann in dieser Zeit die Arbeit an diversen Wandkarten, unter anderem der Weltkarte von 1569, stellte Mercator danach den Unterricht ein.
Bartholomäus Mercator (1540–1568) sollte mit dem Wintersemester 1562 die Nachfolge seines Vaters am Gymnasium übernehmen, war aber 23-jährig noch nicht mit solchen Vorlesungen vertraut. 1563 erschien die Vorlesungsreihe des Vaters deshalb beim Verlag Arnold Birckmann in Köln, der auch viele spätere Veröffentlichungen von Gerhard Mercator betreute. Entstanden war ein Lehrbuch über Mathematik an dem sich der Unterricht des Bartholomäus orientieren konnte.
Die Kompilation des Inhalts erfolgte dabei wohl durch den Autor Bartholomäus, wobei der Vater großen Einfluss auf die Zusammenstellung hatte. So verzichtete Bartholomäus auf einen ausführlichen Abschnitt zur Kosmographie, weil der Vater diese in einem seiner eigenen Werke aufgreifen wollte (sie erschien schließlich 1595 posthum im Mercator-Atlas). Das Buch erhielt ein Privileg durch den Kaiser Karl V. und wurde dem klevischen Kanzler Heinrich Baer gewidmet.

## Beschreibung
Die deutsche Übersetzung des Volltitels lautet „Kurze Betrachtungen über die Himmelskugel einschließlich der wissenschaftlichen Verfahren und einer Einführung in die allgemeine Kosmographie, hierzu beigefügt die Anfangsgründe und Vorschulen sowohl der Geographie als auch der Astronomie.“ Das Werk erschien im Sedezformat und präsentierte sich hierdurch als für den Lehrbetrieb geeignetes Buch. Insgesamt umfasst es 152 Seiten, wobei einige Abbildungen und Tabellen beigegeben wurden.
Die trotz des geringen Umfangs 57 Überschriften führen zu einer Überfrachtung des Werks, sodass die moderne Literatur über den Band eigene Gliederungsvorschläge erarbeitete. Die ersten 12 unpaginierten Seiten wurden als Prolegomenon verfasst, wo Begriffsbestimmungen und Einleitungen zusammengefasst wurden. Sowohl Kosmographie, Geographie, als auch Astronomie werden darin unter dem Begriff der Mathematik subsumiert. Ziel der Mathematik ist das quantitative Messen von Größen, Längen, Breiten, Zeiten und Bewegungen.
Ohne Kenntlichmachung geht der Text in einen Bericht zur Kosmographie über, die mit dem biblischen Schöpfungsbericht aus Genesis 1 beginnt. Die sich anschließenden Betrachtungen über das Weltall (fol. 18v–31) behandeln insbesondere die Kreise, die auf der Weltkugel zu finden sind. So werden hier Polar- und Wendekreise, Längen- und Breitenkreise genauso betrachtet, wie Tierkreiszeichen und die Ekliptik.
In den folgenden Kapiteln (fol. 31v–50) wird die Unterschiedlichkeit der Sphären dargelegt und die zehn Himmelssphären genauer erläutert. Daneben thematisiert Mercator die Entstehung von Tag und Nacht sowie die Jahreszeiten und verweist dabei auf die Bewegung der Sonne. Immer wieder thematisiert die Schrift die Austausche zwischen unterer Sphäre und den Planeten. Zuletzt werden in Folio 50v–74v die Bewegungen der Planetenbahnen analysiert.

## Exemplare
Die Schrift des Bartholomäus Mercator hat sich in vielen Bibliotheken und Sammlungen Europas und Nordamerikas erhalten. Exemplare finden sich unter anderem in der John Carter Brown Library in Providence, der Bibliothek der Johns Hopkins University in Baltimore und dem Kultur- und Stadthistorischen Museum Duisburg, wo die Ausgabe Teil der sogenannten Mercator-Schatzkammer ist.